# Ore ga ojō-sama gakkō ni "shomin sample" toshite rachirareta ken
Ore ga ojō-sama gakkō ni "shomin sample" toshite rachirareta ken (俺がお嬢様学校に「庶民サンプル」として拉致られた件?, Ore ga ojō-sama gakkō ni "shomin sanpuru" toshite rachirareta ken, lett. "«La storia di quando sono stato rapito da una scuola per signorine con lo scopo di essere un "campione della gente comune"»"), altresì nota come Shomin sample (庶民サンプル?, Shomin sanpuru), è una serie di light novel scritta da Takafumi Nanatsuki ed illustrata da Gekka Urū, pubblicata in undici volumi da Ichijinsha tra novembre 2011 e luglio 2016. Un adattamento manga di Risumai è stato serializzato dal numero di luglio 2012 della rivista Comic Rex di Ichijinsha. Un adattamento anime, prodotto da Silver Link, è stato trasmesso in Giappone tra il 7 ottobre e il 23 dicembre 2015.

## Trama
L'istituto femminile Seika (清華院女学校?, Seika-in jogakkō) protegge l'innocenza delle sue studentesse nobili tagliandole fuori dal resto del mondo. Questo completo isolamento, però, rende incapace un gran numero di diplomate di far fronte alla realtà esterna, ragion per cui, come soluzione, la scuola rapisce un maschio qualsiasi — che capita di essere Kimito Kagurazaka — nella speranza che la sua influenza riesca a preparare meglio le proprie alunne all'impatto con la vita degli adulti. Sfortunatamente per lui, Kimito è stato considerato infatti un candidato adatto a questo progetto solo perché è stato scambiato per un omosessuale con un fetish per i muscoli, non rappresentante quindi un pericolo per la castità delle ragazze. Di conseguenza Kimito, intimorito dalla minaccia di essere castrato nel caso in cui tutto ciò non si fosse rivelato vero, accetta di collaborare, incontrando, poco dopo la sua iscrizione, Aika Tenkūbashi, ossia una studentessa alternativamente timida, testarda e/o pretenziosa che è anche innocentemente affascinata dal mondo esterno.

## Personaggi

I protagonisti nella serie anime. Da sinistra: Karen, Aika, Hakua, Kimito e Reiko

Kimito Kagurazaka (神楽坂 公人?, Kagurazaka Kimito)
Doppiato da: Kaito Ishikawa (drama-CD), Atsushi Tamaru (anime)
Il protagonista della serie. È un cittadino normale che viene costretto ad iscriversi alla Seika dopo essere stato rapito. Nota subito quanto le sue nuove compagne di scuola siano isolate dal resto del mondo quando il suo modo di parlare informale le lascia senza parole alla cerimonia di inizio, oltre a rimanere eccitate e sorprese quando vedono per la prima volta il suo cellulare. Il personale della scuola annuncia che è un omosessuale con un fetish per i muscoli, il cui compito è quello di proteggere l'orgoglio (e la castità) di tutte le studentesse. In compenso però, la sua stanza nel dormitorio scolastico è stata arredata a immagine e somiglianza della sua camera da letto a casa.
Aika Tenkūbashi (天空橋 愛佳?, Tenkūbashi Aika)
Doppiata da: Asami Seto (drama-CD), Yū Serizawa (anime)
L'eroina principale della serie. È una ragazza che, essendo piuttosto infantile, ingenua e timida, non riesce ad essere popolare tra i suoi coetanei. È fortemente interessata al mondo esterno e cose come PSP, ramen e manga sono solo alcuni dei suoi interessi. Proprio per questo motivo, chiede a Kimito di insegnarle ad essere una persona normale, designandolo come master del club della gente comune. I suoi sentimenti verso di lui, però, sembrano andare oltre la semplice stima di una discepola nei confronti del suo insegnante, forse anche perché ai tempi della sua infanzia fu aiutata una volta da un bambino (proprio Kimito) a fuggire fuori per andare a vedere il mondo esterno.
Reiko Arisugawa (有栖川 麗子?, Arisugawa Reiko)
Doppiata da: Ai Kayano (drama-CD), Rika Tachibana (anime)
Una ragazza considerata da tutti come la studentessa più innocente, piacevole ed allegra della scuola, che davanti agli onesti tentativi di Kimito di insegnare a lei e alle sue compagne i modi della gente comune, inizia ad affezionarsi sempre di più a lui fino al punto da amarlo. Si comporta sempre in maniera molto positiva, ma quando scopre che Aika ha intenzione di aiutarla a riconciliarsi con le sue amiche dopo un insolito sfogo, cambia drasticamente personalità. Non riesce infatti ad accettare il suo aiuto e perciò litiga pesantemente con lei. Alla fine la situazione viene risolta amichevolmente, ma a sua volta ciò genera tra le due una seria rivalità per le attenzioni di Kimito. Reiko si unisce infatti al club della gente comune proprio per potersi avvicinare di più a Kimito ed interferire allo stesso tempo con le avances delle altre ragazze.
Hakua Shiodome (汐留 白亜?, Shiodome Hakua)
Doppiata da: Rina Hidaka (drama-CD), Yūki Kuwahara (anime)
Una ragazza bassa, pacata e giovane che, pur essendo decisamente asociale, lega subito con Kimito (con grande meraviglia delle sue cameriere). È un vero e proprio genio ed è esperta in matematica e scienze, tanto che scopre abitualmente nuove equazioni scrivendole su qualsiasi muro a tiro. La sua famiglia possiede un'azienda di cellulari.
Karen Jinryō (神領 可憐?, Jinryō Karen)
Doppiata da: Sachika Misawa (drama-CD), Chitose Morinaga (anime)
Una ragazza di una famiglia di samurai che porta sempre con sé una katana, persino a scuola. A causa della sua paura degli insetti, spesso finisce per tagliare di riflesso chi le sta intorno (anche se le sue vittime di solito si limitano ai vestiti). Dopo che subisce inavvertitamente un'umiliante sconfitta per mano di Kimito, inizia a credere di essere diventata debole e perciò giura di seguirlo ovunque con l'intenzione di ucciderlo appena le si presenti l'occasione.
Miyuki Kujō (九条 みゆき?, Kujō Miyuki)
Doppiata da: Aoi Yūki (drama-CD), Saori Ōnishi (anime)
La cameriera personale (solo di nome e non di fatto) di Kimito. È una persona estremamente sadica e apparentemente fredda che, tuttavia, ogni mattina bacia in segreto Kimito per svegliarlo. Il suo compito è tenerlo d'occhio per controllare che il suo feticismo per i muscoli sia vero.
Eri Hanae (花江 恵理?, Hanae Eri)
Doppiata da: Yumi Hara (anime)
Una doppiatrice di idol e amica d'infanzia di Kimito, che pretende di essere la sua fidanzata e che si arrabbia con lui per il suo improvviso trasferimento alla Seika. Alle medie veniva presa in giro per la sua voce, ma poi grazie a Kimito si convinse di poter diventare una doppiatrice. A causa di un equivoco crede che Kimito non ricambi i suoi sentimenti, ragion per cui è stata proprio lei a spargere la voce che fosse omosessuale nel tentativo di tenere lontane le altre ragazze e averlo tutto per sé, senza sapere però che la Seika cercava proprio un individuo del genere. Più tardi diventa il secondo campione della gente comune nella speranza di potersi riprendere Kimito.

## Media

### Light novel
La serie di light novel è stata scritta da Takafumi Nanatsuki con le illustrazioni di Gekka Urū. Il primo volume è stato pubblicato da Ichijinsha il 19 novembre 2011, mentre l'ultimo il 20 luglio 2016. Una storia secondaria, numerata 7.5, è stata messa in vendita il 18 gennaio 2014.
| Nº  | Data di prima pubblicazione                 | Data di prima pubblicazione                                                     | Data di prima pubblicazione |
| Nº  | Giapponese                                  | Giapponese                                                                      |                             |
| --- | ------------------------------------------- | ------------------------------------------------------------------------------- | --------------------------- |
| 1   | 19 novembre 2011                            | ISBN 978-4-7580-4273-4                                                          |                             |
| 2   | 20 aprile 2012                              | ISBN 978-4-7580-4318-2                                                          |                             |
| 3   | 20 luglio 2012                              | ISBN 978-4-7580-4355-7                                                          |                             |
| 4   | 20 ottobre 2012                             | ISBN 978-4-7580-4373-1                                                          |                             |
| 5   | 20 febbraio 2013 (ed. regolare & speciale)  | ISBN 978-4-7580-4404-2 (ed. regolare) ISBN 978-4-7580-4405-9 (ed. con drama-CD) |                             |
| 6   | 18 maggio 2013                              | ISBN 978-4-7580-4431-8                                                          |                             |
| 7   | 20 settembre 2013 (ed. regolare & speciale) | ISBN 978-4-7580-4463-9 (ed. regolare) ISBN 978-4-7580-4464-6 (ed. con drama-CD) |                             |
| 7.5 | 18 gennaio 2014                             | ISBN 978-4-7580-4518-6                                                          |                             |
| 8   | 18 luglio 2014                              | ISBN 978-4-7580-4581-0                                                          |                             |
| 9   | 20 gennaio 2015                             | ISBN 978-4-7580-4668-8                                                          |                             |
| 10  | 20 ottobre 2015 (ed. regolare & speciale)   | ISBN 978-4-7580-4761-6 (ed. regolare) ISBN 978-4-7580-4762-3 (ed. speciale)     |                             |
| 11  | 20 luglio 2016                              | ISBN 978-4-7580-4852-1                                                          |                             |

### Manga
L'adattamento manga, disegnato da Risumai, è stato serializzato dal numero di luglio 2012 del Comic Rex della Ichijinsha. I capitoli sono stati raccolti in dodici volumi tankōbon, pubblicati tra il 27 ottobre 2012 e il 27 dicembre 2017. In America del Nord i diritti sono stati acquistati dalla Seven Seas Entertainment.

#### Volumi
| Nº | Data di prima pubblicazione | Data di prima pubblicazione | Data di prima pubblicazione |
| Nº | Giapponese                  | Giapponese                  |                             |
| -- | --------------------------- | --------------------------- | --------------------------- |
| 1  | 27 ottobre 2012             | ISBN 978-4-7580-6341-8      |                             |
| 2  | 27 maggio 2013              | ISBN 978-4-7580-6378-4      |                             |
| 3  | 27 settembre 2013           | ISBN 978-4-7580-6411-8      |                             |
| 4  | 27 gennaio 2014             | ISBN 978-4-7580-6426-2      |                             |
| 5  | 18 luglio 2014              | ISBN 978-4-7580-6465-1      |                             |
| 6  | 20 gennaio 2015             | ISBN 978-4-7580-6488-0      |                             |
| 7  | 27 luglio 2015              | ISBN 978-4-7580-6520-7      |                             |
| 8  | 27 ottobre 2015             | ISBN 978-4-7580-6551-1      |                             |
| 9  | 27 gennaio 2016             | ISBN 978-4-7580-6564-1      |                             |
| 10 | 27 luglio 2016              | ISBN 978-4-7580-6604-4      |                             |
| 11 | 27 gennaio 2017             | ISBN 978-4-7580-6643-3      |                             |
| 12 | 27 luglio 2017              | ISBN 978-4-7580-6671-6      |                             |
| 13 | 27 dicembre 2017            | ISBN 978-4-7580-6702-7      |                             |

### Anime
La serie televisiva anime, prodotta dalla Silver Link e diretta da Masato Jinbō, è andata in onda dal 7 ottobre al 23 dicembre 2015. Le sigle di apertura e chiusura sono rispettivamente Ichizu recipe (イチズレシピ?, Ichizu reshipi) delle Idol College e Twilight ni kienaide (トワイライトに消えないで?, Towairaito ni kienaide) di Yumi Hara. In America del Nord i diritti sono stati acquistati dalla Funimation.

#### Episodi
| Nº        | Titolo italiano (traduzione letterale) Giapponese 「Kanji」 - Rōmaji                                                                                                   | In onda          | In onda |
| Nº        | Titolo italiano (traduzione letterale) Giapponese 「Kanji」 - Rōmaji                                                                                                   | Giapponese       |         |
| 1         | Benvenuto, cittadino comune 「ようこそ庶民」 - Yōkoso shomin | 7 ottobre 2015   |         |
| 2         | Vorremmo essere tutte come Reiko 「麗子様は私たちの憧れですわ」 - Reiko-sama wa watashi-tachi no akogare desu wa                                                       | 14 ottobre 2015  |         |
| 3         | Mi è sembrato il giardino dell'Eden 「エデンの園ってカンジだった」 - Eden no sono tte kanji datta                                                                      | 21 ottobre 2015  |         |
| 4         | L'incidente del tea party 「お茶会事件」 - Ochakai jiken | 28 ottobre 2015  |         |
| 5         | Solo amici 「友達だけ」 - Tomodachi dake | 4 novembre 2015  |         |
| 6         | Uscire fuori 「表に出ろ」 - Omote ni dero | 11 novembre 2015 |         |
| 7         | I punti forti della tsun-pure 「ツンピュアさんの本領」 - Tsunpyua-san no honryō                                                                                        | 18 novembre 2015 |         |
| 8         | Aika ha tanti amici 「愛佳様は友達が多い」 - Aika-sama wa tomodachi ga ōi                                                                                              | 25 novembre 2015 |         |
| 9         | Kagurazaka è qui 「神楽坂様が来てるのよっ」 - Kagurazaka-sama ga kiteru no yo                                                                                          | 2 dicembre 2015  |         |
| 10        | Me lo chiedo da un po', ma cosa significa gets? 「前から気になっていたんだけど、ゲッツってなんなの？」 - Mae kara ki ni natteitan dakedo, gettsu tte nanna no?         | 9 dicembre 2015  |         |
| 11        | Non è questo lo stesso cielo rimirato da Kimito? 「公人様の見ていた空はこうではありませんの？」 - Kimito-sama no miteita sora wa kō de wa arimasen no?                 | 16 dicembre 2015 |         |
| 12        | Per quanto possa essere inesperta, la prego di accettarmi per sempre. 「不束者ですが、末永くお願い致します。」 - Futsutsuka-mono desu ga, suenagaku onegai itashimasu. | 23 dicembre 2015 |         |
| Special 1 | Versione animata della sala di consultazione S di Kujo-san 「九条さんのドS相談室アニメ版」 - Kujō-san no doesu sōdan-shitsu anime-ban                                  | 6 gennaio 2016   |         |
| Special 2 | Ehi, perché queste calze sono così larghe? 「ねえ、何でこの靴下こんなにゆるいの？」 - Nē, nande kono kutsushita kon'nani yurui no?                                     | 2 febbraio 2016  |         |
| Special 3 | Facciamo una grande gara gastronomica senza esagerare ♪ 「無理しない程度に大食い大会致しましょう♪」 - Murishinai-teido ni ōkui taikai itashimashou ♪                   | 2 marzo 2016     |         |
| Special 4 | Conosci la magia della gente comune? 「庶民魔法って知ってるか？」 - Shomin mahō tte shitteru ka?                                                                       | 2 aprile 2016    |         |
| Special 5 | Sono interessato a molte cose ♪ 「私ぎゅうどんいっぱいに興味がありますわ♪」 - Watashi gyūdon-ippai ni kyōmigārimasu wa ♪                                               | 3 maggio 2016    |         |
| Special 6 | Ricetta Ichizu comune Part Ver. 「イチズレシピ 庶民部Ver.」 - Ichizu reshipi shomin-bu Ver.                                                                            | 2 giugno 2016    |         |